# Adolf von Harnack
Adolf Harnack, dal 1914 von Harnack (Dorpat, 7 maggio 1851 – Heidelberg, 10 giugno 1930), è stato un teologo e storico delle religioni tedesco.
È stato uno dei più rilevanti teologi protestanti e storici del cristianesimo della fine del XIX ed inizio del XX secolo.

## La famiglia
Harnack, figlio del teologo Theodosius Harnack, professore all'Università di Dorpat, sposò il 27 dicembre 1879 a Lipsia Amalie Thiersch, figlia di un notissimo professore di chirurgia, il dr. Karl Thiersch, a sua volta sposato con la figlia del famoso chimico Justus von Liebig.
Gli Harnack ebbero cinque figli. Uno dei figli, Ernst von Harnack, si impegnò nella SPD e, per la sua partecipazione all'attentato del 20 luglio 1944 contro Adolf Hitler, fu impiccato.

## Biografia

### Origini
Harnack proveniva dal mondo del luteranesimo baltico. Suo padre era un credente rigoroso e austero, ricercatore su Martin Lutero all'Università di Dorpat, dove Harnack stesso iniziò i propri studi per poi proseguirli e terminarli a Lipsia.

### L'attività quale docente e le opere principali
Al termine dell'Università, Harnack divenne, nel 1874, docente a Lipsia, dove assunse, grazie allo studio della teologia di Albrecht Ritschl, una prospettiva critica nei confronti della storia dei dogmi. I suoi primi corsi sull'Apocalisse e sullo Gnosticismo suscitarono molta attenzione, tanto che, già nel 1876, fu nominato professor extraordinarius. Peraltro, anche in seguito, quando insegnò all'Università Humboldt di Berlino, le sue sedici lezioni su Das Wesen des Christentums ("L'essenza del cristianesimo"), erano seguite da più di seicento studenti di tutte le facoltà.
Nello stesso anno egli iniziò la pubblicazione, insieme a Oscar Leopold von Gebhardt e Theodor Zahn, della Patrum apostolicorum opera, opera dedicata ai Padri apostolici.
Tre anni dopo, Harnack fu chiamato all'Università di Giessen come professore ordinario di storia della Chiesa; qui collaborò, sempre con Gebhardt, alla pubblicazione di Texte und Untersuchungen zur Geschichte der altchristlichen Litteratur, una rivista contenente articoli sul Nuovo Testamento e sulla Patristica. Nel 1881, pubblicò un'opera sul monachesimo (Das Mönchtum — seine Ideale und seine Geschichte) e divenne con Emil Schürer editore della Theologische Literaturzeitung.
La sua opera maggiore (il Lehrbuch der Dogmengeschichte in tre volumi), manuale di storia dei dogmi pubblicato fra il 1886 e il 1890, fu ripubblicato più volte. In quest'opera Harnack evidenziò il sorgere del dogma, concetto con il quale egli intende il sistema dottrinale autoritativo del IV secolo e i suoi sviluppi fino alla Riforma protestante. Egli sottolineò che, alle origini, la fede cristiana e la filosofia greca erano così intrecciate che molti elementi non essenziali al cristianesimo penetrarono nella dottrina cristiana. Secondo Harnack, dunque, i protestanti non soltanto sono liberi di criticare i dogmi (in questo senso, per essi, il dogma neppure esiste) ma devono criticare ogni concezione dogmatica.
Nel 1886, Harnack è chiamato all'Università di Marburgo e, due anni dopo, a Berlino, malgrado la forte opposizione delle autorità conservatrici della Chiesa luterana. Qui il conflitto con la Chiesa si accentua per il fatto che Harnack è coinvolto in una controversia sul Credo apostolico. Egli ritiene che il Credo sia un testo che, al contempo, contenga troppo e troppo poco per essere un testo soddisfacente per i candidati all'ordinazione, come egli scrive nella sua opera del 1892 Das Apostolische Glaubensbekenntnis.
Nel periodo berlinese Harnack continuò a pubblicare diverse opere: nel 1893 una storia dell'antica letteratura cristiana fino a Eusebio di Cesarea (Geschichte der altkirchlichen Literatur bis Eusebius); nel 1900, apparve il testo delle sue lezioni sul Das Wesen des Christentums; nel 1902, apparve Die Mission und Ausbreitung des Christentums in den ersten drei Jahrhunderten, opera sulla missione e l'espansione del Cristianesimo nei primi tre secoli. Oltre a ciò, vanno ricordati tre saggi sul Nuovo Testamento.

### L'attività politica e pubblica
Harnack stesso diventò un consulente politico con una moltitudine di contatti fino al cancelliere Theobald von Bethmann-Hollweg. Harnack è presidente dell'associazione Kaiser-Wilhelm-Gesellschaft. Nel 1890 è membro dell'Accademia delle scienze. Nel periodo 1905-1921 direttore generale della Biblioteca di Stato di Berlino, allora Biblioteca reale e, dopo il 1918, Biblioteca di Stato prussiana. Per i propri meriti Harnack è perfino ammesso nella nobiltà prussiana, il 22 marzo 1914, con diploma del successivo 9 giugno.
In politica Harnack, pur opponendosi alla cultura autoritaria dell'Impero tedesco di Guglielmo II, persegue una linea di moderazione e di ricerca del consenso. Egli propugna la riforma sociale e quella della burocrazia statale e, in ogni caso, rigetta ogni forma di conflitto di classe. La sua impostazione è d'altronde liberale e borghese. Egli sopravvaluterà le possibilità di trasformare l'Impero tedesco in una monarchia costituzionale.
In politica estera, Harnack - sempre in un'ottica di moderazione ed equilibrio - si batté per un riavvicinamento fra Inghilterra e Germania; tuttavia - nella speranza di diffondere la cultura nazionale protestante ad est - sostenne inizialmente la partecipazione della Germania alla prima guerra mondiale. Tale gesto di Harnack rappresenterà per altri teologi, come Karl Barth, la motivazione più forte per rigettare la cosiddetta teologia liberale. La sua posizione si fece, in seguito, più dubbiosa, passando da una retorica aggressiva ad una sensazione di ormai prossima decadenza.
Harnack interpreta la sconfitta e la Rivoluzione di novembre del 1918 come un passaggio alla Democrazia e al Socialismo. Durante la Repubblica di Weimar egli - in contrasto con la linea quasi unanimemente antirepubblicana della maggioranza protestante - si impegnò, pur restando un repubblicano conservatore, per una democrazia sociale.

### Gli ultimi anni
Alla morte, nel 1930, dopo breve malattia Harnack era ancora titolare di ben quattro cattedre quale professore di storia della Chiesa nelle Università di Lipsia, Gießen, Marburgo e Berlino.

## Teologia di Harnack
Le caratteristiche fondamentali della teologia di Harnack erano la pretesa di un'assoluta libertà nello studio della storia della Chiesa e del Nuovo Testamento; la sua sfiducia nella teologia speculativa, sia ortodossa che liberale, nonché il suo interesse per un Cristianesimo pratico che impregnasse il modo di vita e non si riducesse a mero sistema teologico.
Harnack rigettava la storicità del Vangelo di Giovanni, preferendo ad esso i Vangeli sinottici. Egli rigettava la possibilità dei miracoli, ma affermava che Gesù avesse con ogni probabilità compiuto degli atti che ai contemporanei sembravano miracolosi.
La sua religiosità critica della tradizione è permeata da molti ideali sociali, come esposto in un suo saggio del 1907. Per Harnack, la missione di un cristiano nel secolo è innanzitutto il servizio alla Comunità.

## Opere tradotte in italiano
- Storia del dogma, 7 volumi, Mendrisio, Cultura moderna, 1912-1914 (prima ed. it., condotta sulla quarta ed. tedesca in 7 voll., 1886-1900); ristampa anastatica, 7 volumi, Paideia, Torino, 2012, ISBN 9788839409430.
- L'essenza del cristianesimo, Torino, Bocca, 1903 (Altra edizione: Edizioni Bastogi, Foggia, 1982).
- Missione e propagazione del cristianesimo nei primi tre secoli, Torino, Bocca, 1906.
- Il monachismo. Le Confessioni di S. Agostino e il discorso sulle relazioni che passano tra la storia ecclesiastica e la storia universale, Piacenza, Società editrice pontremolese, 1909.
- Il cristianesimo e la società, Mendrisio, Cultura moderna, 1911.
- Militia Christi: la religione cristiana e il ceto militare nei primi tre secoli, Palermo, L'epos, 2004.
- Storia del dogma - un compendio, Claudiana, Torino, 2006, ISBN 978-88-7016-534-0.
- Marcione o il Vangelo del Dio Straniero, a cura di Federico Dal Bo, Milano, Marietti, 2007.